# Видомлянский сельсовет
Видомля́нский сельсове́т (бел. Відамлянскі сельсавет) — административная единица на территории Каменецкого района Брестской области Белоруссии. Административный центр — агрогородок Видомля.

## Состав

— Населённые пункты Видомлянского сельсовета

Видомлянский сельсовет включает 25 населённых пунктов:
- Баранки — деревня.
- Броневичи — деревня.
- Велика Большая — деревня.
- Велика Малая — деревня.
- Видомля — агрогородок.
- Грушевка — деревня.
- Демянчицы — деревня.
- Завершаны — деревня.
- Задворье — деревня.
- Коляды — деревня.
- Лашевичи — деревня.
- Лешанка — деревня.
- Лешня — деревня.
- Млыны — деревня.
- Мурины Большие — деревня.
- Мурины Малые — деревня.
- Олешковичи — деревня.
- Олешковичи 1 — деревня.
- Плянта — деревня.
- Приозерский — посёлок.
- Радость — деревня.
- Турна Большая — агрогородок.
- Турна Малая — деревня.
- Шаличи 1 — деревня.
- Шаличи 2 — деревня.